# Prostitución en Níger
La prostitución en Níger es ilegal pero común en las ciudades, cerca de las mineras, y alrededor de las bases militares. ONUSIDA estima que hay un aproximado de 46 630 trabajadores sexuales en el país. La principal razón de la prostitución es el tema de la pobreza.
Muchas prostitutas nigerianas ejercen su oficio en la frontera con Níger, debido a que suelen ser perseguidas en su tierra natal, mientras que en el país vecino reciben un mejor trato, y tienen menores probabilidades de ser enjuiciadas por sus actos. Los hombres nigerianos prefieren cruzar la frontera para tener relaciones sexuales, con el fin de evitar el castigo por parte de la ley islámica en Nigeria, que castiga con 50 latigazos a quienes ''procuran a una mujer''.
En 2017, el gobierno nigerino decidió tomar medidas drásticas para reprimir la prostitución en todo el país.

## VIH
El VIH es un problema de carácter nacional. Gracias a las medidas preventivas, como la distribución de preservativos, han disminuido los índice de prevalencia en los últimos años. Las trabajadoras sexuales son uno de los grupos que corren mayor riesgo ante esa enfermedad. En 2016, ONUSIDA, estimó que había un 17% de prevalencia dentro de las prostitutas del país.

## Tráfico sexual
Níger es un país de origen, tránsito y destino para mujeres y niños sometidos al tráfico sexual. Estas víctimas provienen de Benín, Burkina Faso, Camerún, Ghana, Malí, Nigeria, y Togo, quienes llegan al país para ser explotados. Los morabitos corrompidos o las redes clandestinas poco organizadas también pueden usar a las niñas nigerinas para el comercio sexual. Las niñas nigerinas están sometidas al tráfico sexual, especialmente en las zonas fronterizas, en la que a veces, ha sido con la complicidad de sus propias familias. En la región de Tahoua, algunas niñas de matrimonios forzados pueden ser explotadas en el comercio sexual, después de huir de esas uniones nominales.  En Argelia, también se han reportado casos de tráfico sexual hacia las mujeres y niñas nigerinas que residen en ese país.
Las mujeres y niñas son reclutadas en Níger, y son transportadas hacia Nigeria, África del Norte, el Oriente Medio, y Europa donde son víctimas de la explotación sexual. Se sospechaba de que algunos migrantes eran traficantes, especialmente a migrantes nigerinos en Argelia. Los traficantes operan principalmente en pequeñas células independientes poco organizadas, las cuales algunas incluyen la participación de morabitas. Ha habido informes de que empresarios independientes (tanto hombres como mujeres) y agencias de viajes y turismo informales, que han reclutado mujeres en Medio Oriente o en el norte de Nigeria, para que sean explotadas sexualmente. Níger es una zona de tránsito para múltiples países de África y Europa Occidental, quienes son obligados a prostituirse. En algunos casos, los funcionarios de la ley y oficiales que custodian los límites fronterizos, han recibido sobornos para facilitar la transportación de víctimas de trata de personas en el país.
La Oficina de Monitoreo y Combate hacia el Tráfico de Personas del Departamento de Estado de los Estados Unidos, posicionó a Níger en su lista de vigilancia ''Nivel 2''.